# Tarebia granifera
Mélanie granuleuse
Espèce
Statut de conservation UICN

 LC  : Préoccupation mineure
La mélanie granuleuse (Tarebia granifera) est une espèce d’escargot d’eau douce de la famille des Thiaridae.

## Répartition
La mélanie granuleuse est présente de manière indigène en Inde, au Sri Lanka, aux Philippines, à Hawaï, au Japon et aux Îles de la Société.
On la rencontre également dans plusieurs autres régions qu'elle a colonisées comme :
- aux États-Unis, et notamment en Floride et à Porto Rico[2]
- en Amérique centrale[1]
- à Cuba[3]
- en République dominicaine[4]
- à la Martinique[5],[6]
- probablement en Amérique du Sud[1]
- en Afrique[7]

## Cycle de vie
Cette espèce est ovovivipare. Elle se reproduit généralement par parthénogénèse, bien que des mâles aient été identifiés.

## Sources
- (en) UICN : espèce Tarebia granifera (Lamarck, 1822) (consulté le 3 juin 2015)